# Pelargonium littorale
Pelargonium littorale är en näveväxtart som beskrevs av Huegel. Pelargonium littorale ingår i släktet pelargoner, och familjen näveväxter. Inga underarter finns listade i Catalogue of Life.